# Trois-quarts
 (février 2023).
Si vous disposez d'ouvrages ou d'articles de référence ou si vous connaissez des sites web de qualité traitant du thème abordé ici, merci de compléter l'article en donnant les références utiles à sa vérifiabilité et en les liant à la section « Notes et références ».
Le terme trois-quarts, rarement utilisé seul, généralement associé au nom d'une voiture hippomobile (berline, landau, carrosse, etc.), signifie que, par rapport au standard du modèle, la caisse a été réduite en longueur et que les places avant ont été supprimées et remplacées par une banquette très étroite. 
Le coupé répond au même principe et correspond à un raccourcissement plus radical (les places avant sont supprimées et pas remplacées). Le terme coupé est souvent employé seul.